# Campionati italiani assoluti di atletica leggera indoor 2017
I XLVIII Campionati italiani assoluti di atletica leggera indoor si sono svolti al Palaindoor di Ancona, sede della manifestazione per la decima volta, il 18 e 19 febbraio 2017 e hanno visto l'assegnazione di 26 titoli (13 maschili e 13 femminili).
Durante la manifestazione sono stati assegnati anche i titoli dei campionati italiani di società indoor: lo scudetto è stato assegnato al femminile alla società milanese Bracco Atletica, seguita da ACSI Italia Atletica e Atletica Studentesca Rieti Andrea Milardi, mentre al maschile è andato alla reatina Atletica Studentesca Rieti Andrea Milardi, con alle spalle Atletica Cento Torri Pavia e il Gruppo Sportivo Fiamme Gialle Simoni.
L'atleta più titolato è stato Yassin Bouih, con due medaglie d'oro nei 1500 e 3000 metri piani. Considerando anche le staffette, Marco Lorenzi ha conquistato due titoli: nei 400 metri piani e come componente della staffetta 4×1 giro del Gruppo Sportivo Fiamme Gialle.

## Risultati

### Uomini
| Specialità                                                                              | Oro                                                                               | Prestazione | Argento                                                                              | Prestazione | Bronzo                                                                                    | Prestazione |
| Corse                                                                                   |                                                                                   |             |                                                                                      |             |                                                                                           |             |
| 60 m                                                                                    | Massimiliano Ferraro Atletica Riccardi                                            | 6"64        | Michael Tumi Gruppo Sportivo Fiamme Oro                                              | 6"69        | Fabio Cerutti Gruppi Sportivi Fiamme Gialle                                               | 6"74        |
| 400 m                                                                                   | Marco Lorenzi Gruppi Sportivi Fiamme Gialle                                       | 47"17       | Mario Lambrughi Atletica Riccardi                                                    | 47"43       | Daniele Corsa Folgore Brindisi                                                            | 47"46       |
| 800 m                                                                                   | Simone Barontini SEF Stamura                                                      | 1'49"40     | Alessandro Dal Ben Atletica Insieme New Foods                                        | 1'51"11     | Andrea Romani Atletica Riccardi                                                           | 1'51"28     |
| 1500 m                                                                                  | Yassin Bouih Gruppi Sportivi Fiamme Gialle                                        | 3'48"22     | Joao Bussotti Centro Sportivo Esercito                                               | 3'48"23     | Mattia Padovani Atletica Lecco Colombo Costruzioni                                        | 3'50"22     |
| 3000 m                                                                                  | Yassin Bouih Gruppi Sportivi Fiamme Gialle                                        | 8'08"52     | Marco Najibe Salami Centro Sportivo Esercito                                         | 8'08"98     | Stefano Guidotti Icardi CUS Torino                                                        | 8'09"4      |
| 60 m hs                                                                                 | Hassane Fofana Gruppo Sportivo Fiamme Oro                                         | 7"73        | Lorenzo Perini Centro Sportivo Aeronautica Militare                                  | 7"91        | Carlo Giuseppe Redaelli Atletica Riccardi                                                 | 7"94        |
| Marcia 5000 m                                                                           | Francesco Fortunato Gruppi Sportivi Fiamme Gialle                                 | 18'59"06    | Vito Minei Gruppo Sportivo Fiamme Oro                                                | 19'18"59 >  | Leonardo Dei Tos Athletic Club 96 Alperia                                                 | 19'37"18 >  |
| Staffetta 4×1 giro                                                                      | Gruppi Sportivi Fiamme Gialle Marco Lorenzi Michele Tricca Davide Re Diego Marani | 1'27"78     | Atletica Riccardi Giacomo Tortu Federico Cattaneo Simone Di Nunno Alessandro Sibilio | 1'27"82     | Atletica Cento Torri Pavia Luca Lai Menin Hubert Don Amos Galbiati Christian Jasmie Bapou | 1'28"67     |
| Concorsi                                                                                |                                                                                   |             |                                                                                      |             |                                                                                           |             |
| Salto in alto                                                                           | Silvano Chesani Gruppo Sportivo Fiamme Oro                                        | 2,25 m      | Christian Falocchi Brixia Atletica 2014                                              | 2,19 m      | Eugenio Meloni Centro Sportivo Carabinieri                                                | 2,16 m      |
| Salto con l'asta                                                                        | Giorgio Piantella Centro Sportivo Carabinieri                                     | 5,40 m      | Marco Boni Centro Sportivo Aeronautica Militare                                      | 5,35 m      | Matteo Cristoforo Capello Atletica Piemonte                                               | 5,30 m      |
| Salto in lungo                                                                          | Marcell Jacobs Gruppo Sportivo Fiamme Oro                                         | 8,06 m      | Filippo Randazzo Gruppi Sportivi Fiamme Gialle                                       | 8,05 m      | Andrew Howe Centro Sportivo Aeronautica Militare                                          | 8,01 m      |
| Salto triplo                                                                            | Daniele Cavazzani Atletica Studentesca Rieti Andrea Milardi                       | 16,49 m     | Daniele Greco Gruppo Sportivo Fiamme Oro                                             | 16,41 m     | Simone Calcagno CUS Genova                                                                | 16,03 m     |
| Getto del peso                                                                          | Sebastiano Bianchetti Gruppo Sportivo Fiamme Oro                                  | 19,19 m     | Daniele Secci Gruppi Sportivi Fiamme Gialle                                          | 19,18 m     | Leonardo Fabbri Atletica Firenze Marathon                                                 | 18,19 m     |
| record dei campionati; record nazionale; record personale; record personale stagionale. |                                                                                   |             |                                                                                      |             |                                                                                           |             |

### Donne
| Specialità                                                                              | Oro                                                                                             | Prestazione | Argento                                                                                     | Prestazione | Bronzo                                                                              | Prestazione |
| Corse                                                                                   |                                                                                                 |             |                                                                                             |             |                                                                                     |             |
| 60 m                                                                                    | Anna Bongiorni Centro Sportivo Carabinieri                                                      | 7"30        | Gloria Hooper Centro Sportivo Carabinieri                                                   | 7"35        | Irene Siragusa Centro Sportivo Esercito                                             | 7"43        |
| 400 m                                                                                   | Ayomide Folorunso Gruppo Sportivo Fiamme Oro                                                    | 53"38       | Lucia Pasquale Brixia Atletica 2014                                                         | 53"80       | Maria Enrica Spacca Centro Sportivo Carabinieri                                     | 53"84       |
| 800 m                                                                                   | Irene Baldessari Centro Sportivo Esercito                                                       | 2'04"30     | Elena Bellò Gruppo Sportivo Fiamme Azzurre                                                  | 2'05"77     | Eleonora Vandi Atletica AVIS Macerata                                               | 2'05"84     |
| 1500 m                                                                                  | Giulia Aprile Centro Sportivo Esercito                                                          | 4'31"67     | Elisa Bortoli Atletica Brescia 1950                                                         | 4'31"80     | Ilaria Sabbatini Atletica AVIS Macerata                                             | 4'33"90     |
| 3000 m                                                                                  | Giulia Viola Gruppi Sportivi Fiamme Gialle                                                      | 9'04"18     | Valeria Roffino Gruppo Sportivo Fiamme Azzurre                                              | 9'31"25     | Silvia Oggioni Pro Sesto Atletica                                                   | 9'32"01     |
| 60 m hs                                                                                 | Elisa Di Lazzaro CUS Parma                                                                      | 8"25        | Desola Oki CUS Parma                                                                        | 8"29        | Micol Cattaneo Centro Sportivo Carabinieri                                          | 8"30        |
| Marcia 3000 m                                                                           | Antonella Palmisano Gruppi Sportivi Fiamme Gialle                                               | 12'08"83    | Valentina Trapletti Bracco Atletica                                                         | 12'45"74 ~  | Sibilla Di Vincenzo Bracco Atletica                                                 | 12'55"77 ~  |
| Staffetta 4×1 giro                                                                      | Centro Sportivo Esercito Raphaela Lukudo Maria Benedicta Chigbolu Chiara Bazzoni Irene Siragusa | 1'36"21     | Centro Sportivo Carabinieri Giulia Arcioni Maria Enrica Spacca Giulia Latini Anna Bongiorni | 1'36"36     | Pro Patria Milano Ilaria Burattin Virginia Troiani Serena Troiani Alexandra Troiani | 1'39"65     |
| Concorsi                                                                                |                                                                                                 |             |                                                                                             |             |                                                                                     |             |
| Salto in alto                                                                           | Elena Vallortigara Centro Sportivo Carabinieri                                                  | 1,87 m      | Erika Furlani Gruppo Sportivo Fiamme Oro                                                    | 1,84 m      | Serena Capponcelli                                                                  | 1,81 m      |
| Salto con l'asta                                                                        | Maria Roberta Gherca Atletica Velletri                                                          | 4,15 m      | Elena Scarpellini ACSI Italia Atletica                                                      | 4,10 m      | Elisa Molinarolo Aristide Coin Venezia 1949                                         | 4,10 m      |
| Salto in lungo                                                                          | Laura Strati Atletica Vicentina                                                                 | 6,59 m      | Tania Vicenzino Centro Sportivo Esercito                                                    | 6,47 m      | Ottavia Cestonaro Centro Sportivo Carabinieri                                       | 6,34 m      |
| Salto triplo                                                                            | Dariya Derkach Centro Sportivo Aeronautica Militare                                             | 14,05 m     | Ottavia Cestonaro Centro Sportivo Carabinieri                                               | 13,57 m     | Jasmine Al Omari Atletica Firenze Marathon                                          | 13,03 m     |
| Getto del peso                                                                          | Chiara Rosa Gruppo Sportivo Fiamme Azzurre                                                      | 16,17 m     | Julaika Nicoletti Centro Sportivo Carabinieri                                               | 15,84 m     | Sydney Giampietro Gruppi Sportivi Fiamme Gialle                                     | 15,20 m     |
| record dei campionati; record nazionale; record personale; record personale stagionale. |                                                                                                 |             |                                                                                             |             |                                                                                     |             |